# ヘルマン3世 (シュヴァーベン大公)
ヘルマン3世（ドイツ語：Hermann III., 994/5年 - 1012年4月1日）は、シュヴァーベン大公（在位：1003年 - 1012年）。

## 生涯
ヘルマン3世はシュヴァーベン大公ヘルマン2世とゲルベルガ・フォン・ブルグント（ブルグント王コンラートの娘）の息子である。父方よりヘルマン3世はドイツ王ハインリヒ1世の子孫であり、母方では西フランク王ルイ4世を通してアルフレッド大王およびカール大帝の子孫にあたる。ヘルマン3世の姉ギーゼラは後に神聖ローマ皇帝となるコンラート2世と結婚した。
1003年、ヘルマン3世が9歳位の時に父ヘルマン2世が死去し、ヘルマン3世はシュヴァーベン大公位を継承した。ヘルマン3世が若年であったため、従兄弟のドイツ王ハインリヒ2世がヘルマン3世の後見人としてシュヴァーベン公領の支配を管理した。ヘルマン3世の父ヘルマン2世は、1002年の国王選挙の際にハインリヒ2世に反対し、自身が対立候補として名乗りをあげた。このため、ハインリヒ2世はコンラディン家に不信感を抱いていた。そこで、ハインリヒ2世は後見人の立場を利用して、ヘルマン3世のシュヴァーベン公としての権限を制限した。ハインリヒ2世はシュヴァーベンの重要な地域（ホーエントヴィール、ブライザハおよびチューリッヒを含む）を自身で支配し、公爵の造幣所を王家の造幣所に変えた。また、アルザスをシュヴァーベン公領から切り離し、親族のメッツ伯ジェラール3世に与えた。1012年にヘルマン3世が18歳位で死去した後も、ハインリヒ2世のシュヴァーベン支配は続いた。
ヘルマン3世は未婚で子女なく没し、コンラディン家の男系はヘルマン3世の死により断絶した。ハインリヒ2世はバーベンベルク家のエルンスト1世にシュヴァーベン大公位を与え、エルンスト1世は2年後にヘルマン3世の姉ギーゼラと結婚した。